# Чарльз Лаєлл
Сер Чарльз Лаєлл, або Лайєлл (англ. Sir Charles Lyell; 14 листопада 1797— 22 лютого 1875) — шотландський геолог, вулканолог, палеонтолог та гляціолог, основоположник сучасної геології; баронет, член Лондонського королівського товариства з розвитку знань про природу. Найзнаніший як автор трактату «Принципи геології», який популяризував уніформізм — ідею, що Земля була сформована тими ж процесами, що відбуваються і зараз. Лаєлл також один з перших, хто вважав (на основі геологічних аномалій), що Земля старша за 300 млн років. Лаєлл був близьким другом Чарльза Дарвіна.

## Життєпис
Народився в Кінорді в області Ангус, Шотландії.
Походив з багатої сім'ї, статки якої забезпечив його дід, який вступив на службу матросом у королівський флот, де зумів стати скарбником на великих кораблях. 1778 року, під час війни за незалежність США, він був секретарем командувача Британського флоту Джона Байрона й скарбником флагманського корабля «англ. HMS Princess Royal». Посада дозволила йому після виходу у відставку придбати 5000 акрів землі в Шотландії, разом з будинком Кіннорді і замком Інверкваріті поблизу Кірремюра.
Шотландські володіння успадкував батько Чарлза. Одружився він зі Френсіс Сміт (†1875). Чарлз став їхнім первістком.
Навчався в Ексетер коледжі Оксфордського університету. У 1819 р. здобув ступінь бакалавра, і в Лондоні зайнявся юридичними науками.
У 1825 р. з'явилися його перші друковані праці.
Був президентом Геологічного товариства Лондона, академіком Королівського коледжу в м. Лондоні.
1832 року одружився з Мері Елізабет Лаєлл.
У 1848 р. отримав титул лицаря-бакалавра, в 1864 р. — в баронета.
Помер у м. Лондоні. Похований у Вестмінстерському абатстві.

## Праці і погляди
Найбільшим результатом наукової діяльності Лаєля залишаються «Принципи», розділені ним згодом на дві окремі книги: «Елементи геології — історія земної кори» та «Принципи геології — діяльність сучасних геологічних агентів» (динамічна геологія). Перша робота витримала за життя автора 8, а друга — 11 видань, з яких кожне представляє ґрунтовну переробку попереднього на підставі нових спостережень, причому найважливіші з цих спостережень перевірялися особисто Лайєлем. У цих книгах знайшли відбиття дві улюблені теорії Лайеля — актуалізм і уніформізм.
У своїй праці «Принципи геології» у трьох томах (1830—1833) Лаєлл розробив вчення про повільну і безперервну зміну земної поверхні під впливом постійних геологічних чинників. Він переніс нормативні принципи біології в геологію, побудувавши тут теоретичну концепцію, яка згодом зробила вплив на біологію. Інакше кажучи, принципи вищої форми він переніс (редукував) на пізнання нижчих форм. Однак Земля для Лаєля не розвивається в певному напрямку, вона просто змінюється випадковим, недоладним чином. До того ж зміна — це у нього лише поступові кількісні зміни, без стрибка, без перерв поступовості, без якісних змін.
Лаєлл стежив за новими явищами в науці, показував своє ставлення до дарвінізму й до питання про доісторичну людину. Визнаючи велике значення поглядів Дарвіна, Лаєлл разом з Гукером переконав його опублікувати відому роботу — «Походження видів». Визнавши ґрунтовність його доводів, незважаючи на свої 60 років, Лаєлл цілком, хоча не без сумнівів і коливань, прилучився до вчення Дарвіна, відмовившись від багатьох поглядів, якими керувався протягом усієї своєї наукової діяльності.
Точно так само за 60 років було Лаєлю, коли він познайомився з відкритими Буше де Пертом в долині Сомми залишками «допотопної» людини (пізніше його назвуть  неандертальцем). Незважаючи на те, що ці відкриття викликали загальну недовіру, Лаєлл, переконавшись на місці в їхній достовірності, не тільки підтримав Буше де Перта своїм авторитетом, але, зацікавившись взагалі питанням про стародавню людину, об'їхав всі цікаві в цьому відношенні місцевості Західної Європи. У результаті з'явилася остання велика робота Лаєля, «Давність людини», що являє собою зібрання всіх накопичених уривчастих даних про доісторичну людину, блискуче освітлених і заново перевірених. Робота Лаєля привернула увагу вчених і дала стимул до подальших досліджень у цьому напрямку, завдяки яким виникла згодом галузь науки — доісторична археологія.

## Нагороди
- 1833 — Бейкерівська лекція
- У 1834 році — Королівська медаль;
- у 1858 р. — Медаль Коплі;
- у 1866 р. — Медаль Воластона.

## Вшанування
- Лондонське геологічне товариство встановило на честь науковця Медаль Лаєлла, яку присуджують щорічно від 1876 року.
- У 1935 р. Міжнародний астрономічний союз надав ім'я Лаєлла кратерові на видимому боці Місяця.